# Catadelta scopignatha
Catadelta scopignatha là một loài bướm đêm trong họ Noctuidae.